# Musica hausa

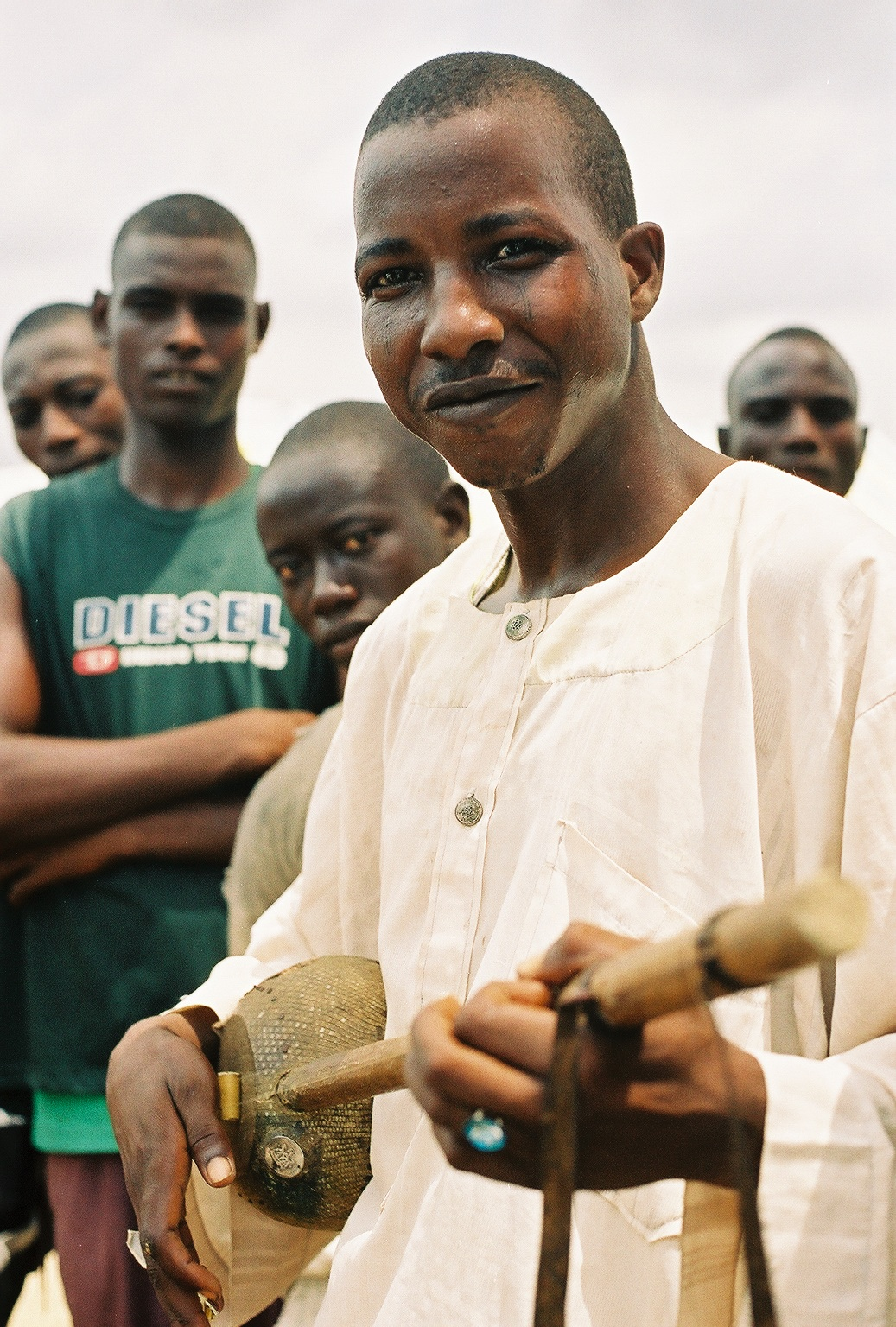
Il goje, un tipico cordofono hausa

La musica hausa rappresenta una delle principali tradizioni della musica folk nigeriana. Gli Hausa (diffusi nel nord del paese) sono infatti uno dei principali gruppi etnici della Nigeria, e la loro musica ha influenzato in modo significativo la musica dell'Africa occidentale in generale. A sua volta, la musica hausa fonde elementi provenienti dalla tradizione islamica del Maghreb (per esempio l'improvvisazione ritmica libera e la scala melodica araba) e altri tipici dell'Africa occidentale come la poliritmia e il dialogo "chiamata-e-risposta" fra il cantante solista e il coro.

## Generi
Si possono distinguere due sottogeneri di musica hausa: la musica cerimoniale, detta rokon fada, e la musica delle aree rurali.

### Musica cerimoniale
La musica cerimoniale hausa, o rokon fada, ha una lunga tradizione incentrata sul canto di glorificazione di persone di potere come sultani ed emiri; viene suonata nelle sara, le cerimonie settimanali in onore degli emiri, ma anche in altri contesti ritualizzati come matrimoni, funerali e riti della circoncisione. I canti vengono accompagnati da timpani, tamburi parlanti e kakaki, una lunga tromba originariamente in uso presso la cavalleria dell'Impero Songhai e tradizionalmente associata con il tema della forza militare. La kakaki può arrivare fino a due metri di lunghezza, e, per trasportarla è necessario smontarla in tre parti. 
La tradizione della musica cerimoniale hausa è tramandata di padre in figlio in famiglie di cantori; fra i più noti interpreti contemporanei si può citare Narambad.

### Musica rurale
La musica folk delle zone rurali serve ad accompagnare danze tradizionali come la asauwara (riservata alle ragazze) e il bòòríí. Fra gli strumenti impiegati nella musica rurale hausa ci sono il kontigi (un liuto a una corda), il goje (un fiddle a una corda), e il kukkuma (un altro tipo di fiddle). Musicisti rinomati di questo genere sono il cantante Muhamman Shata, il suonatore di kontigi
Dan Maraya, il suonatore di goje Audo Yaron Goje, e il suonatore di kukkuma Ibrahim Na Habu.

#### Il bòòríí
Il bòòríí è una forma di danza religiosa originaria della cultura hausa e in seguito diffusasi attraverso le vie di comunicazione trans-sahariane anche in alcune aree del Nordafrica (per esempio in Libia). I danzatori, accompagnati da una musica ossessiva e ipnotica, cadono in uno stato di trance e si esibiscono in comportamenti insoliti o osceni, come l'imitazione di animali o di atti sessuali. La musica e il canto si sviluppano attorno a un insieme di litanie dette kírààrì; gli strumenti musicali più utilizzati sono il calabash, e cordofoni simili al liuto e al violino. Una forma simile di danza religiosa, detta mami wata, si trova presso il delta del Niger.